# 北京大观园
39°52′11″N 116°21′15″E / 39.8696428°N 116.3541601°E

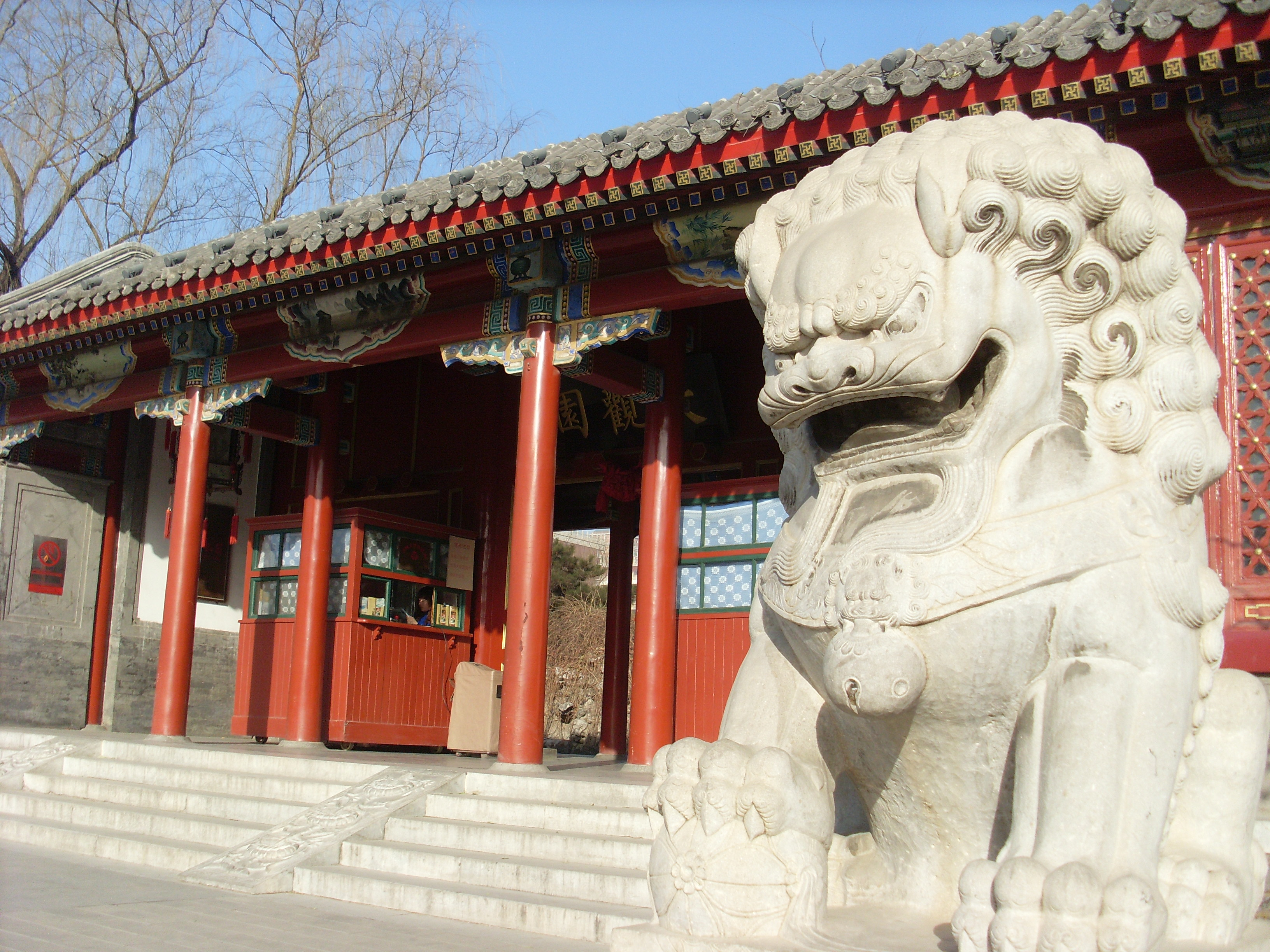
北京大观园的大门

北京大观园位于北京市西城区南菜园西街12号，根据中国古典小说《红楼梦》中的大观园仿建。

## 简介
1949年后，市政府将南菜园街东侧辟为苗圃。1980年，“南菜园公园”在11公顷的苗圃上开始修建。1984年，为拍摄电视连续剧《红楼梦》，经各方专家、学者研究，政府决定改建南菜园公园。1985年7月试运营，1986年十月正式开放，1988年大观园三期工程竣工。公园占地12.5公顷，建筑面积8000多平方米。
园中景物忠实于原著的时代背景与细节描述。这是一座再现世《红楼梦》典型环境的文化园地。该园共有40多个景点。各景点的房屋建筑、山石水系、植物配置、园林花卉、小品点缀及室内陈设等，颇具艺术魅力。1986年10月，北京大观园被选为“北京十六景”之“红楼大观”；1988年4月，被评为“首都八十年代十大建筑”之一。
北京大观园北部，建有大观园戏楼。早在1996年，田学明就在大观园戏楼演出。2000年5月，田学明成立“北京学明艺术团”，这是北京市第一家民营专业文艺团体。该团的宗旨是弘扬民族文化，挖掘并整理传统民族民间艺术。2006年10月18日，在宣武区文化委员会的支持下，北京学明艺术团与德云社合办的“云龙茶楼”正式开业。云龙茶楼是在大观园戏楼的基础上成立。郭德纲率德云社与田学明率北京学明艺术团在茶楼轮流表演节目，包括濒临失传的五斗斋高桥秧歌、赛活驴、古彩戏法、硬气功等等。这也是德云社在天桥剧场、广德楼之后开辟的又一个演出场所。